# رجنوك (قهستان)
رجنوك (بالفارسية: رجنوک) هي مستوطنة تقع في إيران في قسم قهستان الريفي. يقدر عدد سكانها بـ 117 نسمة بحسب إحصاء 2016.